# Christina's World
Christina's World es uno de los cuadros más populares de Andrew Wyeth (1917-2009), y según Ian Chilvers, uno de los más conocidos de la pintura estadounidense del siglo veinte. Pintado al temple en 1948, se muestra en el Museo de Arte Moderno de Nueva York (que adquirió esta pintura en 1949). Representa a una mujer de espaldas tendida medio reclinada en el suelo en un campo sin árboles, de hierba leonada, mirando hacia una casa gris que se recorta arriba en el horizonte; un granero y algunos otros pequeños anexos se encuentran junto a la casa. Su título está dedicado a Christina Olson (1893-1968), una mujer paralítica desde los treinta años debido a un trastorno muscular degenerativo (enfermedad de Charcot-Marie-Tooth o poliomielitis).) Firmemente en contra de usar una silla de ruedas, se desplazaba a gatas y arrastrándose. Wyeth se inspiró para crear la obra cuando la vio arrastrarse por el campo mientras él miraba por una ventana de su casa. Tenía allí una residencia de verano y una relación amistosa con Olson y su hermano menor, que posaron a menudo para él de 1940 a 1968. Aunque Christina fue la modelo principal para el pintor, varias fuentes indican que para el cuadro se empleó el torso de la esposa de Wyeth, Betsy. Olson tenía cincuenta y cinco años entonces.
El paisaje reproduce la Olson House (edificio anotado en el Registro Nacional de Lugares Históricos), una construcción agrícola en Cushing, Maine, entorno en el que Wyeth tenía su segunda residencia. El granero que aparece junto a la casa ya no existe.